# Professionalnaja futbolnaja liga
Die Professionalnaja futbolnaja liga (PFL) (russisch Профессиональная футбольная лига (ПФЛ)/Professionelle Fußball-Liga), auch bekannt unter ihrem englischen Namen Association Professional Football League, ist ein 1992 gegründeter russischer Fußballverband, der für den professionellen russischen Fußball mit Ausnahme der Premjer-Liga und der 1. Division (seit 2011 ist die Futbolnaja nacyonalnaja liga zuständig), also die 2. Division zuständig ist. Daneben organisiert der Verband die russische Schülermeisterschaft im Fußball und ist Mitveranstalter des Russischen Pokals.
Die PFL wurde 1991/92 gegründet, um die russischen Profiligen zu organisieren. 2001/02 gründeten die Clubs der obersten Spielklasse dem Beispiel der englischen Premier League folgend einen eigenen Verband, um mehr Einfluss auf die Organisation zu erlangen. Seit der Saison 2002 organisiert die PFL seitdem lediglich die zweite und dritte Spielstufe des russischen Fußballverbandes mit 20 Clubs in der 1. Division und etwa 80 Clubs in den fünf Staffeln der 2. Division.
Die PFL ist seit 2007 assoziiertes Mitglied des Verbandes der europäischen Fußball-Profiligen EPFL.